# Фредерик X

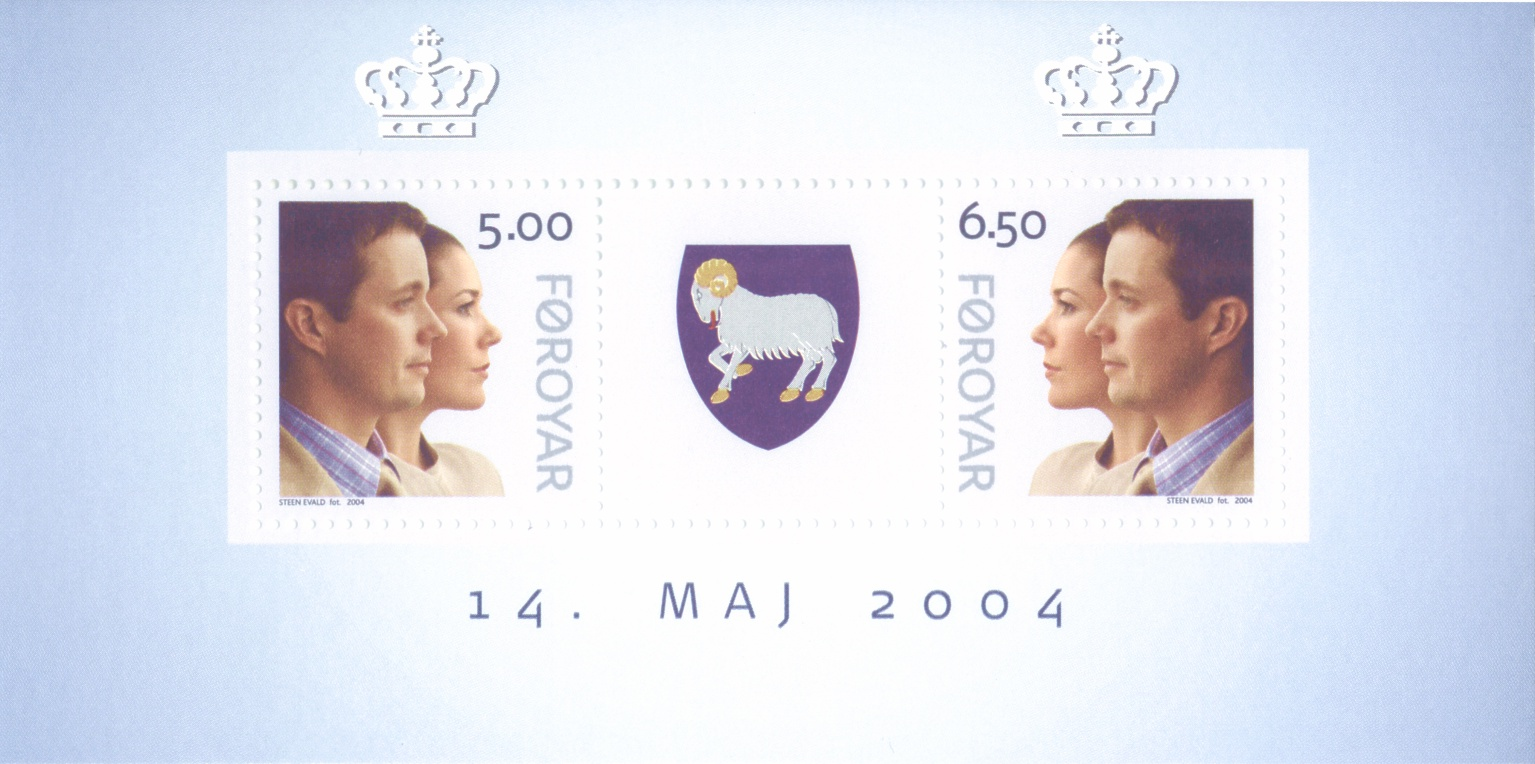
Почтовый блок Фарерских островов, посвящённый королевской свадьбе 14 мая 2004 года, 2004, 5 + 6.50 крон

Фредерик X (крестильные имена Фредерик Андре Хенрик Кристиан, дат. Frederik André Henrik Christian; род. 26 мая 1968, Копенгаген, Копенгаген) — правящий король Дании (с 14 января 2024 года), глава Датского государства, верховный главнокомандующий Вооружёнными силами Дании, глава Церкви датского народа.
Старший сын королевы Дании Маргрете II и принца Хенрика. По линии своего отца, его королевского высочества принца Хенрика (при рождении Анри-Мари-Жана-Андре, графа де Лаборд де Монпеза), принадлежит к французской графской ветви Лаборд де Монпеза.
Вступил на престол 14 января 2024 года после отречения Маргрете II.

## Происхождение
По линии своей матери является прапраправнуком датского короля Кристиана IX и британской королевы Виктории, прапрапраправнуком Императора Всероссийского Николая I, через прапрабабушку Анастасию Михайловну Романову, а также прапрапрапраправнуком Императора Всероссийского Павла I, через свою прапрапрапрабабушку Луизу Прусскую.

## Наследный принц
Родился 26 мая 1968 года в семье принцессы Маргрете II и принца Хенрика Датского, графа Монпеза. У него есть младший брат принц Йоаким. С 1992 по 1993 год изучал обществоведение в Гарвардском университете (США)
В 1994 году стажировался в датской миссии при ООН в Нью-Йорке (США).
В феврале 1995 года получил степень кандидата политических наук в Орхусском университете.
С октября 1998 по октябрь 1999 года — первый секретарь Посольства Дании в Париже (Франция).
Проходил военную службу в королевской лейб-гвардии, резерве армии, Датском королевском корпусе пловцов и Военно-морских силах Дании, а также обучался в Датской королевской лётной школе (Королевских ВВС Дании) и Королевском датском колледже обороны. С 2015 года является контр-адмиралом флота, генерал-майором армии и авиации.
Часто в связи с официальным приемами наследный принц носит униформу офицера Морского флота. Участвовал в составе полярной экспедиции «Сириус 2000».

## Царствование

### Вступление на престол
31 декабря 2023 года королева Маргрете II объявила об отречении от трона в пользу старшего сына. 14 января 2024 года во время заседания Государственного совета Маргрете II официально подписала заявление об отречении. После этого кронпринц Фредерик стал королём под именем Фредерик X. Королева Маргрете встала со своего места и уступила его старшему сыну, который сидел на церемонии по правую руку от неё. Королева Маргрете провозгласила: «Да благословит Бог короля» (Gud bevare kongen) и вышла из палаты Совета.
Согласно датскому государственному обычаю, существующему с момента введения конституционной монархии в 1849 году премьер-министр трижды провозгласил: «Ее Величество королева Маргрете II отреклась от престола. Да здравствует Его Величество король Фредерик X!». Король произнёс речь и представил свой королевский девиз: «Едины и преданы делу Королевства Дания» (Forbundne, forpligtet, for Kongeriget Danmark). После речи семья короля присоединилась к нему на балконе. Многотысячная толпа, собравшаяся на провозглашение монарха встретила его слова традиционным десятикратным приветствием. В ознаменование смены монарха в этот день на всех государственных зданиях и государственных кораблях Датского королевства были подняты флаги.

## Женитьба и дети

Штандарт Кронпринца Фредерика Датского

14 мая 2004 года кронпринц Фредерик женился на австралийке Мэри Элизабет Дональдсон, которая в день бракосочетания получила титул Её Королевского Высочества кронпринцессы Мэри Датской. Венчание прошло в соборе Копенгагена, а свадебные торжества — во дворце Фреденсборг.
15 октября 2005 года в 01:57 у кронпринца и кронпринцессы родился сын — принц Кристиан Ва́льдемар Анри Джон (дат. Christian Valdemar Henri John), который после восшествия отца на престол в январе 2024 стал наследником датского престола (ожидается, что со временем он будет царствовать как Кристиан XI). Его крестины состоялись 21 января 2006 года во дворцовой часовне Кристиансборга.
У кронпринца Фредерика и кронпринцессы Мэри 21 апреля 2007 года родилась дочь — принцесса Изабелла Генриетта Ингрид Маргрете (дат. Isabella Henrietta Ingrid Margrethe). Крещена 1 июля 2007 года в церкви дворца Фреденсборг. В августе 2010 года королевский двор объявил о том, что Их Высочества кронцпринц Фредерик и кронпринцесса Мэри ждут близнецов в январе 2011 года.
8 января 2011 года у кронпринца и кронпринцессы родились мальчик и девочка в госпитале Ригсхоспиталет — Винсент Фредерик Миник Александр и Йозефина София Ивало Матильда.

## Графский титул
30 апреля 2008 года было официально опубликовано королевское волеизъявление, согласно которому «Его Королевскому Высочеству Наследному Принцу Фредерику, Его Королевскому Высочеству Принцу Йоакиму прилагается титул графов Монпеза. Её Королевскому Высочеству Наследной Принцессе Мэри и Его Королевского Высочества Принца Йоакима будущей супруге Марии Кавалье (Marie Cavallier) соответственно прилагается титул графинь Монпеза».
Титул будет передаваться по наследству, что на практике означает: наследники по мужской линии будут носить графский титул Монпеза, а по женской линии — титул графинь (незамужние дочери) Монпеза.
Поэтому официальный титул престолонаследника: Его Королевское Высочество Наследный Принц Фредерик, граф Монпеза (дат. Hans Kongelige Højhed Kronprins Frederik, greve af Monpezat).

### Титулы
- 14 января 1972 — 30 апреля 2008 — Его Королевское Высочество кронпринц Дании
- 30 апреля 2008 — 14 января 2024 — Его Королевское Высочество кронпринц Дании, граф Монпеза
- с 14 января 2024 — Его Величество король Дании, граф Монпеза

## Награды
Награды Дании
| Страна     | Дата             | Награда                                                                 | Награда                                                                 | Литеры          |
| ---------- | ---------------- | ----------------------------------------------------------------------- | ----------------------------------------------------------------------- | --------------- |
| Дания      | 14 января 1972 — | Рыцарь ордена Слона                                                     | Рыцарь ордена Слона                                                     | R.E.            |
| Дания      | 1 января 2004 —  | Великой командор ордена Данненброга                                     | Великой командор ордена Данненброга                                     | S.Kmd.          |
| Дания      | —                | Серебряный крест ордена Данненброга                                     | Серебряный крест ордена Данненброга                                     | D.Ht.           |
| Дания      |                  | Золотая Королевская медаль Воздаяния                                    | Золотая Королевская медаль Воздаяния                                    | ВМ1*            |
| Дания      | 14 января 1997   | Памятная медаль Серебряного юбилея королевы Маргрете II                 | Памятная медаль Серебряного юбилея королевы Маргрете II                 | R.E.m.          |
| Дания      | 11 июня 2009     | Памятная медаль «75 лет со дня рождения принца Хенрика»                 | Памятная медаль «75 лет со дня рождения принца Хенрика»                 | Em.11.juni.2009 |
| Дания      | 16 апреля 2010   | Памятная медаль «70 лет со дня рождения королевы Маргрете II»           | Памятная медаль «70 лет со дня рождения королевы Маргрете II»           | EM.16.apr.2010  |
| Дания      | 14 января 2012   | Памятная медаль Рубинового юбилея королевы Маргрете II                  | Памятная медаль Рубинового юбилея королевы Маргрете II                  | R.40.Em.        |
| Дания      | 16 апреля 2015   | Памятная медаль «75 лет со дня рождения королевы Маргрете II»           | Памятная медаль «75 лет со дня рождения королевы Маргрете II»           | EM.16.apr.2015  |
| Дания      | 10 июня 2017     | Памятная медаль «Золотая свадьба королевы Маргрете II и принца Хенрика» | Памятная медаль «Золотая свадьба королевы Маргрете II и принца Хенрика» | G.Em.           |
| Дания      | 11 июня 2018     | Памятная медаль принца Хенрика                                          | Памятная медаль принца Хенрика                                          | Pr.H.Mm.        |
| Дания      | 16 апреля 2020   | Памятная медаль «80 лет со дня рождения королевы Маргрете II»           | Памятная медаль «80 лет со дня рождения королевы Маргрете II»           | EM.16.apr.2020  |
| Дания      | 14 января 2022   | Памятная медаль Золотого юбилея королевы Маргрете II                    | Памятная медаль Золотого юбилея королевы Маргрете II                    | R.50.Em.        |
| Гренландия |                  | Золотая медаль «За заслуги»                                             | Золотая медаль «За заслуги»                                             |                 |

Награды иностранных государств
| Страна     | Дата вручения     | Награда                                                                             | Награда                                                                             | Литеры     |
| ---------- | ----------------- | ----------------------------------------------------------------------------------- | ----------------------------------------------------------------------------------- | ---------- |
| Бельгия    | —                 | Кавалер Большого креста ордена Леопольда I                                          | Кавалер Большого креста ордена Леопольда I                                          |            |
| Бразилия   | —                 | Кавалер Большого креста ордена Южного Креста                                        | Кавалер Большого креста ордена Южного Креста                                        |            |
| Германия   | —                 | Кавалер Большого креста ордена «За заслуги перед Федеративной Республикой Германия» | Кавалер Большого креста ордена «За заслуги перед Федеративной Республикой Германия» |            |
| Греция     | —                 | Кавалер Большого креста ордена Почёта                                               | Кавалер Большого креста ордена Почёта                                               |            |
| Япония     | —                 | Кавалер Большой ленты ордена Хризантемы                                             | Кавалер Большой ленты ордена Хризантемы                                             |            |
| Иордания   | —                 | Кавалер Большой звезды ордена Возрождения                                           | Кавалер Большой звезды ордена Возрождения                                           |            |
| Люксембург | —                 | Кавалер Большого креста ордена Адольфа Нассау                                       | Кавалер Большого креста ордена Адольфа Нассау                                       |            |
| Нидерланды | —                 | Кавалер ордена Золотого Ковчега                                                     | Кавалер ордена Золотого Ковчега                                                     |            |
| Румыния    | —                 | Кавалер Большого креста ордена Звезды Румынии                                       | Кавалер Большого креста ордена Звезды Румынии                                       |            |
| Таиланд    | —                 | Рыцарь Большого креста ордена Чула Чом Клао                                         | Рыцарь Большого креста ордена Чула Чом Клао                                         | ป.จ. (PCh) |
| Непал      | 17 октября 1989 — | Кавалер ордена Оясви Раянья                                                         | Кавалер ордена Оясви Раянья                                                         |            |
| Италия     | 19 октября 1993 — | Кавалер Большого креста ордена «За заслуги перед Итальянской Республикой»           | Кавалер Большого креста ордена «За заслуги перед Итальянской Республикой»           |            |
| Эстония    | 20 ноября 1995 —  | Кавалер ордена Креста земли Марии 1 класса                                          | Кавалер ордена Креста земли Марии 1 класса                                          |            |
| Исландия   | 1996 —            | кавалер Большого креста ордена Сокола                                               | кавалер Большого креста ордена Сокола                                               |            |
| Латвия     | 12 марта 1997 —   | Кавалер Большого креста                                                             | ордена Трёх звёзд                                                                   |            |
| Латвия     | — 12 марта 1997   | Гранд-офицер                                                                        | ордена Трёх звёзд                                                                   |            |
| Бразилия   | 30 июня 1999 —    | Кавалер Большого креста ордена Риу-Бранку                                           | Кавалер Большого креста ордена Риу-Бранку                                           |            |
| Болгария   | 2006 —            | Кавалер ордена «Стара планина» 1 класса                                             | Кавалер ордена «Стара планина» 1 класса                                             |            |
| Нидерланды | 30 апреля 2013 —  | Коронационная медаль короля Виллема-Александра                                      | Коронационная медаль короля Виллема-Александра                                      |            |
| Нидерланды | 17 марта 2015 —   | Кавалер Большого креста ордена Нидерландского льва                                  | Кавалер Большого креста ордена Нидерландского льва                                  |            |
| Мексика    | 13 апреля 2016 —  | Кавалер Большого креста специального класса ордена Ацтекского орла                  | Кавалер Большого креста специального класса ордена Ацтекского орла                  |            |
| Швеция     | 30 апреля 2016    | Памятная медаль к 70-летию короля Швеции Карла XVI Густава                          | Памятная медаль к 70-летию короля Швеции Карла XVI Густава                          |            |
| Франция    | 28 августа 2018   | Кавалер Большого креста Национального ордена «За заслуги»                           | Кавалер Большого креста Национального ордена «За заслуги»                           |            |
| Испания    | 24 октября 2023   | Кавалер Большого креста ордена Изабеллы Католической                                | Кавалер Большого креста ордена Изабеллы Католической                                |            |
| Швеция     | май 2024 —        | Кавалер цепи                                                                        | ордена Серафимов                                                                    |            |
| Швеция     | 1999 — май 2024   | Рыцарь                                                                              | ордена Серафимов                                                                    | RSerifO    |
| Норвегия   | май 2024 —        | Кавалер цепи                                                                        | ордена Святого Олафа                                                                |            |
| Норвегия   | 1990 — май 2024   | Кавалер Большого креста                                                             | ордена Святого Олафа                                                                |            |
| Египет     | 6 декабря 2024    | Кавалер цепи ордена Нила                                                            | Кавалер цепи ордена Нила                                                            |            |
| Финляндия  | 2025 —            | Кавалер цепи                                                                        | ордена Белой розы                                                                   |            |
| Финляндия  | 1994 — 2025       | Командор Большого креста                                                            | ордена Белой розы                                                                   |            |
| Франция    | 31 марта 2025     | Кавалер Большого креста ордена Почётного легиона                                    | Кавалер Большого креста ордена Почётного легиона                                    |            |